# 里奧 (喬治亞州)
里奧（英語：Ryo）是位於美國喬治亞州戈登縣的一個非建制地區。該地的面積和人口皆未知。

## 地理
里奧的座標為34°27′14″N 85°40′26″W / 34.45389°N 85.67389°W，而該地的平均海拔高度為285米（即935英尺）。